# آرامستان آرارات
آرامستان ارمنی ماسیس آرارات (ارمنی: Արարատ Մասիս Հայկական Գերեզմանատուն؛ انگلیسی: Ararat Massis Armenian Cemetery) به صورت خلاصه شده آرامستان آرارات آرامستانی است که در فرزنو، کالیفرنیا واقع شده‌است. این مکان در سال ۱۸۸۵ تأسیس شده‌است. این آرامستان مکان دفن بسیاری از سرشناسان ارمنی‌تبار ساکن ایالات متحده آمریکا می‌باشد. آرامستان آرارات تنها آرامستان ارمنی که بیش از یک صد سال پیش خارج از ارمنستان و خاورمیانه بنا گردیده‌است.
همچنین بنای یادبودی نیز برای قربانیان نسل‌کشی ارمنی‌ها در این آرامستان بنا گردیده است و در آن باقیمانده پیکر قربانیان ناشناسی که از دیرالزور، سوریه آورده شده است دفن گردیده است.

## مدفونان سرشناسی
- ویکتور ماقاکیان (۱۹۱۵–۱۹۷۷)، دریافت کننده نشان صلیب نیروی دریایی در جریان جنگ جهانی دوم
- آندرانیک اوزانیان (۱۸۶۵–۱۹۲۷)، فرمانده نظامی و سیاستمدار (در سال ۱۹۲۸ وی دوباره در گورستان پر-لاشز پاریس دفن شد و در نهایت در سال ۲۰۰۰ در یرابلور ارمنستان به خاک سپرده شد
- آلما روبنس (۱۸۹۷–۱۹۳۱)، بازیگر
- لوسی سارویان (۱۹۴۶–۲۰۰۳)، بازیگر
- ویلیام سارویان (۱۹۰۸–۱۹۸۱)، نمایش‌نامه‌نویس و مؤلف
- سوقومون تهلیریان (۱۸۹۶–۱۹۶۰)، از بازماندگان نسل‌کشی ارمنی‌ها و فردی که طلعت پاشا وزیر کشور پیشین عثمانی را ترور نمود.

## نگارخانه

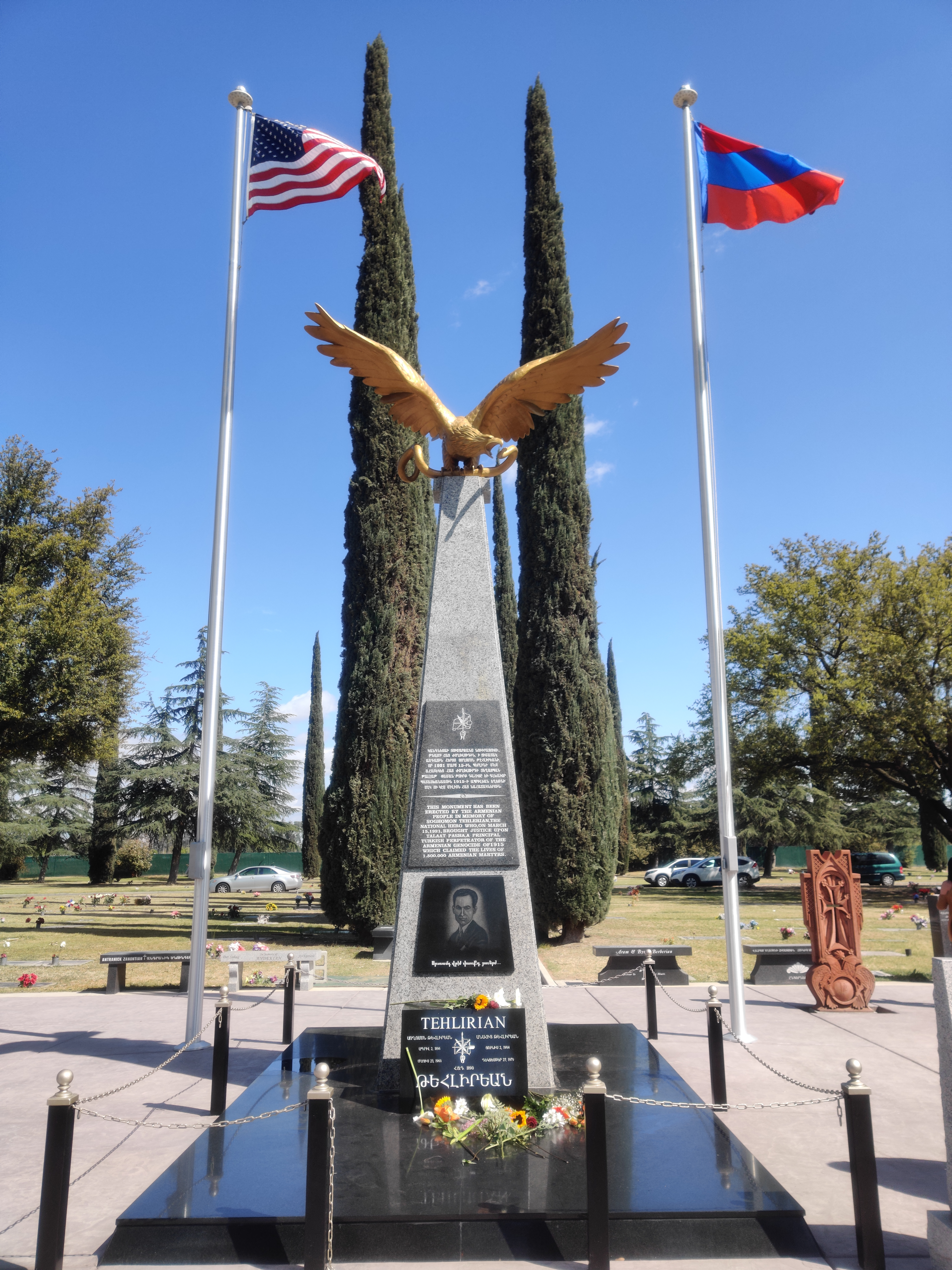
آرامگاه سوقومون تهلیریان